# Kathleen Fitzwilliam
Kathleen Mary Fitzwilliam (1826 — 1894) foi uma atriz e cantora inglesa. Era a filha dos notáveis atores Edward Fitzwilliam e Fanny Fitzwilliam.